# La marescialla d'Ancre
La marescialla d'Ancre es una ópera en dos actos del compositor italiano Alessandro Nini, con libreto en italiano de Giovanni Prati, basado en La maréchale d'Ancre de Alfred de Vigny. Fue estrenada en el Teatro Nuovo de Padua el 23 de julio de 1839.

## Historia
En 1837, de regreso de sus años de trabajo en Rusia, Alessandro Nini estrena en Venecia su primera ópera, Ida della torre, con considerable éxito. Este éxito le valió ser contratado por el Teatro Grande de Padua para la composición de una nueva ópera, destinada a ser estrenada durante la estación de las fiestas de San Antonio de Padua de 1839. Es el propio teatro el que le impone al libretista, un joven poeta recién graduado, Giovanni Prati, que escribía así su primer libreto operístico. El libreto se basa en una obra teatral de Alfred de Vigny, La maréchale d'Ancre, estrenada en París 1831, a la que sigue con bastante fidelidad. La obra de Vigny, a su vez, se basa en unos sucesos reales que tuvieron lugar en Francia en 1613, durante el reinado de Luis XIII. 
Considerada la mejor ópera del autor, tras su exitoso estreno se representó durante unos 15 años en toda Italia, representándose en el mismo 1839 en Génova, en 1840 en Florencia, en 1841 en Livorno y Turín, en 1842 en Trieste y en Venecia, en 1843 en Verona y en 1847 en Milán. Fuera de Italia, se representó en Corfú en 1841, en Zadar en 1842, en Barcelona en 1843, en Lisboa en 1845, en Buenos Aires en 1855 y en Santiago de Chile en 1860, antes de desaparecer del repertorio.
Tras 150 años de olvido, la ópera fue recuperada en el Teatro Pergolesi de Iesi en 2003, publicándose una grabación de estas en CD.

## Personajes
| Personaje | Voz      | Elenco del estreno Director de orquesta: Nicolò Maccari Spada |
| --- | -------- | ------------------------------------------------------------- |
| Luisa, La Galigai, mariscala de Ancre                                                                                                | soprano  | Adelaide Kemble                                               |
| Concino Concini, su esposo | tenor    | Giovanni Battista Verger                                      |
| Michel Borgia, corso | barítono | Giovanni Orazio Cartagenova                                   |
| Isabella Monti, su esposa, florentina                                                                                                | soprano  | Fanny Goldberg                                                |
| Conte di Luynes, ministro de Luis XIII                                                                                               | bajo     | no indicado                                                   |
| Armando, alquimista judío | bajo     | Felice Partini                                                |
| Damas, partisanos de Luynes y Concini, partisanos prisioneros, jueces, pueblo, pajes, guardias de la Bastilla, alabarderos, guardias |          |                                                               |

## Argumento
La acción tiene lugar en Francia la noche del 23 al 24 de abril de 1617.  
Acto I
Plaza de París, flaqueada por edificios góticos
Los partidarios de Luynes se preparan para ver la caída de su odiado Concini, quien en vista del peligro ha huido. Luynes les presenta a sus hombres a Michel Borgia, quien cuenta que odia a Concini desde que le arrebató a la mujer a quien amaba, Luisa; por eso clama venganza, pero quiere salvar la vida de ella, ya que aún la ama (aria: Ogni rabbia sulla terra). 
Interior del palacio de la Mariscala
Aunque se celebra una fiesta, la mariscala se ve visiblemente preocupada, ya que ha recibido una carta que le ha dado negros presagios de muerte (aria: Oh vane pompe). La carta ha sido enviada por Borgia, a quien ella amaba, pero que al oír la falsa noticia de su muerte abandonó para casarse con Concini. Borgia le informa de que la reina madre, principal apoyo de Concini, ha sido exiliada y el rey ha decretado la muerte de Concini, pero Borgia quiere salvar a su antiguo amor. Primero se asegura de que ella no tiene nada que ver con la conspiración para matar al rey por parte de Concini que él ha descubierto a través de una carta, y entonces le dice que pretende salvarla a ella de la muerte que le espera. Ella le implora que salve también a Concini, pero sus deseos de venganza se lo impiden. Cuando se escucha a la turba aproximarse al palacio, la mariscala rechaza seguir a Borgia hasta que éste acepta intentar salvar también a Concini. 
Interior de la casa de Armando el alquimista
Luynes informa a Armando de que Concini ha huido, y le paga para conseguir su ayuda. Nada más partir Luynes aparece Concini, disfrazado, buscando que Armando lea su destino; el mago le miente prometiendo que seguirá gozando del favor de la corte. Concini le pregunta entonces por la mujer a la que Armando esconde en su casa, Isabella, ha quien ha visto ya varias veces; justo en ese momento aparece Isabella en un balcón, cantando a su amado Borgia, que la ha dejado abandonada en esa casa (aria: Chi ti ruba agli occhi miei). Al verla, Concino la seduce, en parte para intentar conseguir la carta que Borgia le ha arrebatado, por lo que le miente diciendo que su esposo, Borgia, se está divirtiendo en la corte mientras la ha dejado a ella abandonada. Descubre además que Borgia sigue amando a la mariscala, y consigue que Isabella le arroje un brazalete suyo. En ese momento entran por una puerta secreta Borgia y la mariscala, y todos se sorprenden de encontrarse allí. Los dos hombres, que se odian, van a enfrentarse, pese a las súplicas de sus esposas, cuando llega la turba, dirigida por Luynes y por el traidor Armando para detener a Concini y a su esposa, la mariscala. Borgia no puede en ese momento hacer nada para salvarla, pero ella le suplica que por lo menos salve a sus hijos. Mientras, Armando insta a la dolida Isabella a acusar a la pareja. 
Acto II
Profunda y tenebrosa celda en la Bastilla
Mientras se celebra el juicio contra Concini y Luisa, en el que Isabella toma parte en la acusación, se escucha a los prisioneros cantar a su perdida libertad. La mariscala lamenta su suerte, al estar separada de su esposo, pero acompañada por sus hijos. A medianoche entran en la celda Borgia e Isabella; la mariscala y Borgia le suplican a Isabella que no la acuse en el tribunal, provocando sus dudas, ya que ella se siente abandonada por su esposo. Cuando parece estar convencida, se escucha el rumor de que los partidarios de Concini han conseguido liberarlo de la prisión. 
Lugar oculto en casa de un partidario de Concini
Concini está libre, pero no está feliz sabiendo que su esposa sigue presa y que sus sueños de gloria se han esfumado (aria: O sogni miei). Así, cuando sus partidarios le informan que se está llevando a cabo el juicio contra su esposa, él sale corriendo armado para intentar salvarla. 
Sala de la Inquisición
En ausencia de Concini, los jueces se disponen a juzgar a la Galigai, acusada de brujería. Isabella, tras mucho dudar, declara que Luisa es inocente, pero en ese momento llega una carta del rey con la condena para Luisa, quien sabiendo que va a ser ejecutada de inmediato le pide a Isabella que cuide de sus hijos. 
Calle Ferronière
Las tropas de Concini han sido derrotadas, y él está solo y desarmado. Lo encuentra entonces Borgia, y los dos se declaran su irrefrenable odio. Cuando Concini le muestra el brazalete que le dio Isabella, Borgia reconoce que es de su mujer y apuñala a Concini, quien muere suplicando por sus hijos. Borgia huye antes de que Luynes descubra, satisfecho, el cadáver de su enemigo. Llega entonces la procesión que conduce a la mariscala al patíbulo. Ella reza por sus hijos y se despide de sus acompañantes (aria: Odi i supremi accenti). Luynes, como venganza final, le muestra el cadáver de Concini: ella entonces le pide a su hijo mayor que recuerde su rostro y se vengue cuando sea mayor, y se dirige al patíbulo. 

## Estructura
Acto I
- Preludio e introducción Al labbro dei perfidi (Coro)
- Escena y cavatina Disparve co’ suoi – Ogni rabbia sulla terra (Borgia, Luynes, Coro)
- Coro de mujeres Donna: se tutti esultano (Coro)
- Escena y cavatina Egli è già spento – Oh vane pompe (Marescialla, Borgia)
- Escena y dueto Ma quell’ignoto avviso! -Ah! Di me signor tu sei (Marescialla, Borgia)
- Escena y romanza E il maresciallo ov’è nascosto?  (Armando, Luynes, Concini)
- Romanza Chi ti ruba agli occhi miei (Isabella, Concini)
- Escena y dueto Borgia aborrito! – Tu solinga in questo tetto (Concini, Isabella)
- Escena y cuarteto Oh ciel! – Empi ascoltate insieme (Marescialla, Borgia, Concini, Isabella)
- Finale I Morte a Concini (Marescialla, Borgia, Concini, Isabella, Luynes, Coro)

Acto II
- Introducción y coro de prisioneros O luce conforto dei mesti (Coro)
- Escena y terceto Miseri! – Ecco Isabella (Marescialla, Borgia, Isabella)
- Escena y aria No gustar non poss’io – O sogni miei (Concini, Coro)
- Coro de jueces Forza di pochi intrepidi (Coro)
- Gras escena y dueto Compagni! – Trema il passo e l’occhio mio (Luynes, Marescialla, Isabella, Coro)
- Escena y dueto Ahime! Caddero tutti – Per trent’anni io ti cercai (Concini, Borgia)
- Marcha fúnebre Il perdon delle tue viscere (Coro)
- Aria final Odi i supremi accenti (Marescialla, Luynes, Coro)

## Discografía
| Año  | Reparto (Galigai, Concino, Figaro, Michel Borgia, Isabella, Luymes, Armando)                             | Director de Orquesta     | Sello discográfico |
| ---- | --- | ------------------------ | ------------------ |
| 2003 | Chiara Taigi, Maurizio Comencini, Marzio Giossi, Monica Minarelli, Francesco Palmieri, Stefano Consolini | Fabrizio Maria Carminati | Bongiovanni        |